# Европско првенство у рагбију 7 - Трофеј 2024.
Европско првенство у рагбију 7 - Трофеј 2024. одржано је у јуну и у јулу. Била су два турнира, први у Хрватској и други у Мађарској.
Учествовало је 12 рагби 7 репрезентација. У нижи ешалон испали су Монако и Израел.
Прво место је освојила селекција Чешке Републике, пошто је сакупила 36 бодова на два турнира и имала бољу поен разлику од другопласиране Шведске.

## Учесници
- Рагби 7 репрезентација Чешке,
- Рагби 7 репрезентација Шведске,
- Рагби 7 репрезентација Летоније,
- Рагби 7 репрезентација Мађарске,
- Рагби 7 репрезентација Пољске,
- Рагби 7 репрезентација Швајцарске,
- Рагби 7 репрезентација Луксембурга,
- Рагби 7 репрезентација Румуније,
- Рагби 7 репрезентација Молдавије,
- Рагби 7 репрезентација Турске,
- Рагби 7 репрезентација Монака,
- Рагби 7 репрезентација Израела

## Пропозиције такмичења
Одржана су два турнира по истом систему такмичења.
12 европских другоразредних рагби 7 нација биле су подељене, у три групе по четири селекције. Након групне фазе такмичења, почела је завршница такмичења. Трофеј јесте други ешалон европског рагбија седам.

## Први турнир у Загребу

### Групна фаза такмичења
Група А
| Табела                               | ИГ | Д | Н | И | ПД | ПП | ББ | Бод. |
| ------------------------------------ | -- | - | - | - | -- | -- | -- | ---- |
| 1. Рагби 7 репрезентација Румуније   | 3  | 3 | 0 | 0 | 76 | 50 | 0  | 9    |
| 2. Рагби 7 репрезентација Швајцарске | 3  | 2 | 0 | 1 | 59 | 41 | 0  | 7    |
| 3. Рагби 7 репрезентација Луксебурга | 3  | 1 | 0 | 2 | 50 | 47 | 0  | 5    |
| 4. Рагби 7 репрезентација Монака     | 3  | 0 | 0 | 3 | 24 | 71 | 0  | 3    |

Група Б
| Табела                             | ИГ | Д | Н | И | ПД | ПП | ББ | Бод. |
| ---------------------------------- | -- | - | - | - | -- | -- | -- | ---- |
| 1. Рагби 7 репрезентација Мађарске | 3  | 2 | 0 | 1 | 49 | 57 | 0  | 7    |
| 2. Рагби 7 репрезентација Чешке    | 3  | 2 | 0 | 1 | 62 | 37 | 0  | 7    |
| 3. Рагби 7 репрезентација Турске   | 3  | 1 | 0 | 2 | 59 | 63 | 0  | 5    |
| 4. Рагби 7 репрезентација Пољске   | 3  | 1 | 0 | 2 | 55 | 68 | 0  | 5    |

Група Ц
| Табела                              | ИГ | Д | Н | И | ПД | ПП | ББ | Бод. |
| ----------------------------------- | -- | - | - | - | -- | -- | -- | ---- |
| 1. Рагби 7 репрезентација Шведске   | 3  | 3 | 0 | 0 | 84 | 28 | 0  | 9    |
| 2. Рагби 7 репрезентација Летоније  | 3  | 2 | 0 | 1 | 66 | 50 | 0  | 7    |
| 3. Рагби 7 репрезентација Молдавије | 3  | 0 | 1 | 2 | 38 | 64 | 0  | 4    |
| 4. Рагби 7 репрезентација Израела   | 3  | 0 | 1 | 2 | 31 | 77 | 0  | 4    |

### Завршница такмичења
Утакмице за пласман од петог до дванаестог места
- Пољска - Монако 24-19
- Молдавија - Израел 0-22
- Турска - Швајцарска 17-31
- Румунија - Мађарска 28-7
- Швајцарска - Румунија 31-21
- Турска - Мађарска 14-17
- Пољска - Израел 10-5
- Монако - Молдавија 7-10

Четвртфинале
- Шведска - Турска 21-19
- Швајцарска - Летонија 14-21
- Румунија - Луксембург 12-17
- Чешка - Мађарска 38-0

Полуфинале
- Шведска - Летонија 5-7
- Луксембург - Чешка 19-42

Утакмица за треће место
- Шведска - Луксембург 33-5

Финале
- Летонија - Чешка 28-19[4]

### Поредак рагби 7 репрезентација на првом турниру у Загребу
- Прво место - Летонија
- Друго место - Чешка
- Треће место - Шведска
- Четврто место - Луксембург
- Пето место - Швајцарска
- Шесто место - Румунија
- Седмо место - Мађарска
- Осмо место - Турска
- Девето место - Пољска
- Десето место - Израел
- Једанаесто место - Молдавија
- Дванаесто место - Монако

## Други турнир у Будимпешти

### Групна фаза такмичења
Група А
| Табела                             | ИГ | Д | Н | И | ПД | ПП | ББ | Бод. |
| ---------------------------------- | -- | - | - | - | -- | -- | -- | ---- |
| 1. Рагби 7 репрезентација Мађарске | 3  | 3 | 0 | 0 | 66 | 40 | 0  | 9    |
| 2. Рагби 7 репрезентација Летоније | 3  | 2 | 0 | 1 | 57 | 45 | 0  | 7    |
| 3. Рагби 7 репрезентација Монака   | 3  | 1 | 0 | 2 | 55 | 68 | 0  | 5    |
| 4. Рагби 7 репрезентација Румуније | 3  | 0 | 0 | 3 | 40 | 65 | 0  | 3    |

Група Б
| Табела                               | ИГ | Д | Н | И | ПД | ПП | ББ | Бод. |
| ------------------------------------ | -- | - | - | - | -- | -- | -- | ---- |
| 1. Рагби 7 репрезентација Чешке      | 3  | 2 | 0 | 1 | 72 | 40 | 0  | 7    |
| 2. Рагби 7 репрезентација Молдавије  | 3  | 1 | 1 | 1 | 57 | 53 | 0  | 6    |
| 3. Рагби 7 репрезентација Швајцарске | 3  | 1 | 1 | 1 | 50 | 68 | 0  | 6    |
| 4. Рагби 7 репрезентација Турске     | 3  | 1 | 0 | 2 | 52 | 70 | 0  | 5    |

Група Ц
| Табела                                | ИГ | Д | Н | И | ПД | ПП | ББ | Бод. |
| ------------------------------------- | -- | - | - | - | -- | -- | -- | ---- |
| 1. Рагби 7 репрезентација Шведске     | 3  | 2 | 0 | 1 | 59 | 38 | 0  | 7    |
| 2. Рагби 7 репрезентација Пољске      | 3  | 2 | 0 | 1 | 69 | 40 | 0  | 7    |
| 3. Рагби 7 репрезентација Луксембурга | 3  | 1 | 0 | 2 | 38 | 57 | 0  | 5    |
| 4. Рагби 7 репрезентација Израела     | 3  | 1 | 0 | 2 | 21 | 52 | 0  | 5    |

### Завршница такмичења
Утакмице за пласман од петог до дванаестог места
- Турска - Румунија 31-22
- Луксембург - Израел 12-10
- Монако - Летонија 12-17
- Швајцарска - Молдавија 14-33
- Летонија - Молдавија 12-5
- Монако - Швајцарска 14-19
- Турска - Луксембург 19-0
- Румунија - Израел 35-5

Четвртфинале
- Мађарска - Монако 36-14
- Шведска - Летонија 26-21
- Чешка - Швајцарска 17-12
- Пољска - Молдавија 17-14

Полуфинале
- Мађарска - Шведска 14-21
- Чешка - Пољска 28-5

Утакмица за треће место
- Пољска - Мађарска 26-5

Финале
- Шведска - Чешка 19-12[5]

### Поредак рагби 7 репрезентација на другом турниру у Будимпешти
- Прво место - Шведска
- Друго место - Чешка
- Треће место - Пољска
- Четврто место - Мађарска
- Пето место - Летонија
- Шесто место - Молдавија
- Седмо место - Швајцарска
- Осмо место - Монако
- Девето место - Турска
- Десето место - Луксембург
- Једанаесто место - Румунија
- Дванаесто место - Израел

## Бодовање и коначни поредак рагби 7 репрезентација
- Прво место - Чешка 18+18
- Друго место - Шведска 16+20
- Треће место - Летонија 20+12
- Четврто место - Мађарска 8+14
- Пето место - Пољска 4+16
- Шесто место - Швајцарска 12+8
- Седмо место - Луксембург 14+3
- Осмо место - Румунија 10+2
- Девето место - Молдавија 2+10
- Десето место - Турска 6+4
- Једанаесто место - Монако 1+6
- Дванаесто место - Израел 3+1

| Победник Трофеја Европског првенства у рагбију седам 2024. |
| ---------------------------------------------------------- |
| Рагби 7 репрезентација Чешке Републике                     |